# Estopiñán del Castillo
Estopiñán del Castillo (aragónul: Estupinyán, katalánul: Estopanyà) település Spanyolországban, Huesca tartományban. Estopiñán del Castillo Baélls, Os de Balaguer, Benabarre, Viacamp y Litera és Camporrélls községekkel határos. Lakosainak száma 136 fő (2024).

## Népesség
A település népessége az utóbbi években az alábbiak szerint változott:
| Lakosok száma | 204  | 217  | 199  | 181  | 174  | 136  | 142  | 120  | 120  | 136  |
|               | 2001 | 2004 | 2006 | 2009 | 2011 | 2014 | 2016 | 2019 | 2021 | 2024 |